# بانچ پارک (فلوریدا)
بانچ پارک (به انگلیسی: Bunche Park) یک منطقهٔ مسکونی در ایالات متحده آمریکا است که در شهرستان میامی-دید، فلوریدا واقع شده‌است. بانچ پارک ۲٫۰ کیلومتر مربع مساحت و ۳٬۹۷۲ نفر جمعیت دارد.